# Обертова бомба
Обертова бомба, також стрибуча бомба (англ. Bouncing bomb) — спеціальна глибинна авіабомба, розроблена британським інженером Барнсом Воллісом для руйнування гребель в Рурському регіоні Німеччини. Характерною рисою бомби є здатність здійснювати, перед кінцевим зануренням, декілька стрибків по водній поверхні. Це, разом з попередньою розкруткою, дозволяє бомбі впритул наблизитись до греблі, захищенної сталевими тенетами, з напірного боку. Потім, занурившись на відповідну глибину вибухнути, створюючи ефект землетрусу тим самим збільшуючи ефект від детонації. У легкостисливому середовищі, такому як повітря, ефект від вибуху швидко зникає з відстанню.

## Історія створення
У вересні 1939, після розділу Польщі, в Європі почалась Друга світова війна. Англійський інженер Барнс Волліс бачив можливість якнайшвидшого закінчення війни у знищенні промислового потенціалу супротивника шляхом стратегічних бомбардувань. Особливо важливою ціллю Волліс вважав водосховища в Рурському регіоні, вони постачали електроенергію та воду для важкої та металургійної промисловості регіону. Свої погляди він виклав у листі до Міністерства оборони: A Note on a Method of Attacking the Axis Powers. Для атаки гребель він пропонував використовувати сейсмічні бомби — надважкі бомби здатні створити ефект локального землетрусу. Однак технічних засобів для доставки таких бомб у той час не існувало і проект був відхилений. Торпеди для атаки не підходили — у водосховищах стояли протиторпедні тенета. Подальші роздуми привели Волліса до ідеї використання для атаки гребель обертової бомби.

## Доставка і використання бомби

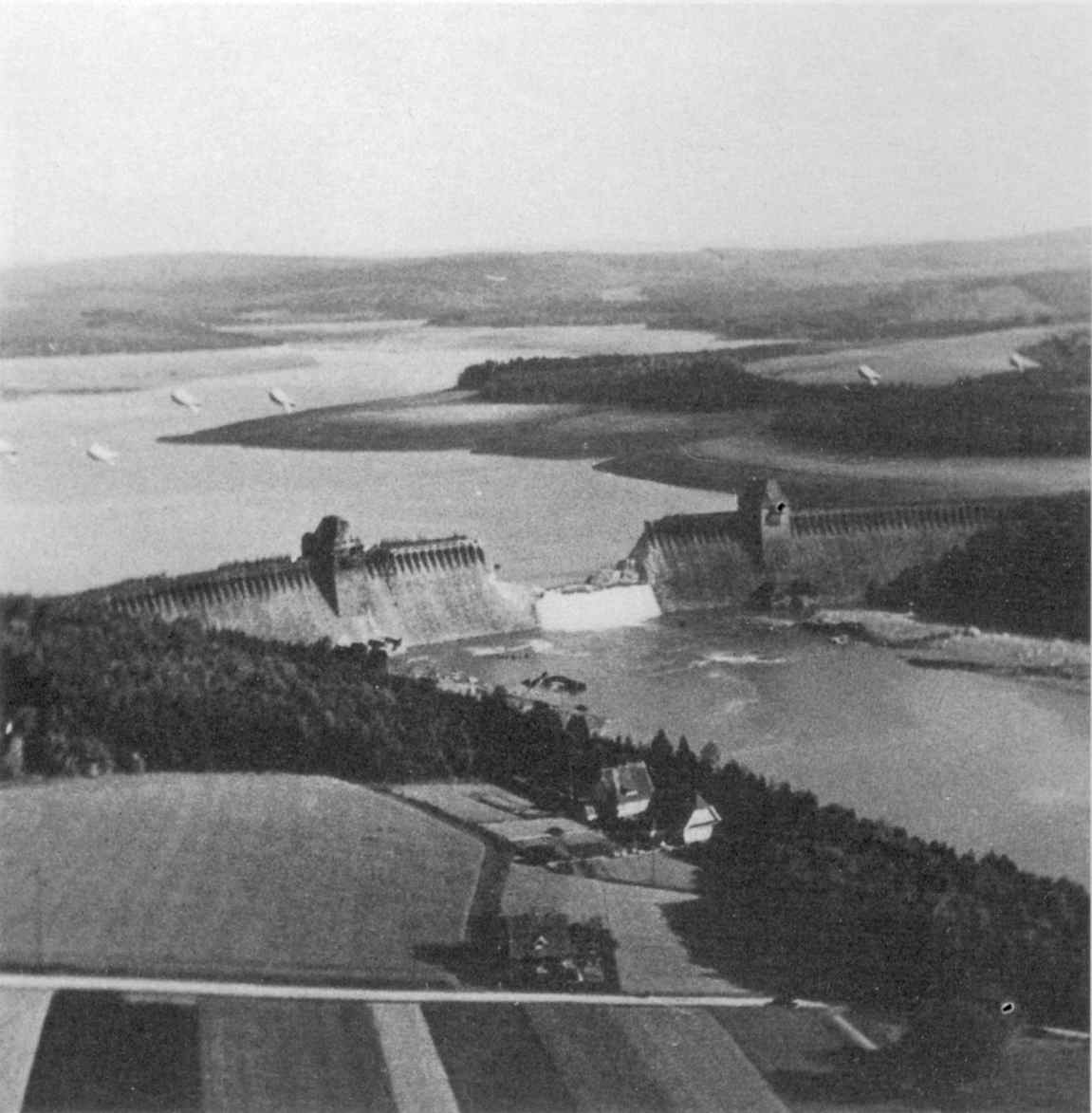
Одна з гребель після операції Шастіс.

Атака греблі за допомогою обертової бомби.

Для доставки бомби використовувались переобладнані Avro Lancaster зі спеціально тренованими екіпажами. Переобладнання вимагалось через великі розміри бомби і особливості її використання. При цьому льотні властивості літака значно змінювались через істотне погіршення аеродинамічних характеристик. Доробка стандартного бомбардувальника крім іншого передбачала такі пристрої:
- Кронштейни під черевом, що дозволяли підвісити бомбу, яка мала форму великого гладкого циліндра, віссю поперек напрямку польоту.
- Пристрій розкрутки бомби[2].
- Два прожектори, один з яких був встановлений на носі літака і світив вертикально вниз, другий на його хвості під кутом до вертикалі. Промені прожекторів дотикалися на відстані 18,5 м. Пілот мав вести літак так, щоб плями від прожекторів на поверхні води зливалися, це була необхідна для скидання бомби висота.
- Простий далекомір, що становив собою фанерний трикутник, в одній з вершин якого було вічко, а в двох інших вбиті цвяхи з таким розрахунком, щоб при погляді через вічко башти, розміщені на гребні греблі, і цвяхи збігалися якраз в тому місці, де треба було скинути бомбу. Відстань між баштами була вирахована за допомогою аерофотозйомки.

Атаки проводилися вночі групами літаків з боку водосховища. Ще на підльоті вмикався мотор який розкручував бомбу приблизно до 500 обертів на хвилину. Скидання бомби вимагало високої точності по висоті, дальності і швидкості. Екіпаж бомбардувальника, що наближався до цілі, витримуючи потрібну швикість, виходив на необхідну висоту за збігом бліків на водній поверхні, а дальність визначалась за допомогою далекоміра. Скинута розкручена бомба, витримуючи вісь обертання через гіроскопічний ефект, робила декілька стрибків по воді, потім за рахунок ефекту Бернуллі притягувалася до тіла греблі та пірнала донизу уздовж стінки. Висадник спрацьовував через тиск води. Таким чином мали бути нанесені максимальні пошкодження, гребля могла бути знесена, в тому числі і завдяки напору води. Якщо щось йшло не так, то бомба могла відскочити від греблі, не долетіти до неї, перескочити її.